# Верасперы
Верасперы (лат. Verasper) — род лучепёрых рыб из семейства камбаловых. Глаза расположены на правой стороне тела. Максимальная общая длина тела у представителей разных видов варьирует от 60 до 70 см. Максимальный зарегистрированный вес 4 кг. Представители рода обитают в северо-западной части Тихого океана. Встречаются на глубине от 1 до 900 м. Они безвредны для человека, считаются уязвимыми видами и являются объектами коммерческого промысла.

## Виды
На май 2022 года в род включают 2 вида:
- Verasper moseri — Вераспер Мозера
- Verasper variegatus — Пятнистый палтус, или изменчивый вераспер